# Celama melanoscelis
Celama melanoscelis är en fjärilsart som beskrevs av George Francis Hampson 1914. Celama melanoscelis ingår i släktet Celama och familjen trågspinnare. Inga underarter finns listade i Catalogue of Life.